# Himmelsberg (Naturschutzgebiet)
Das Naturschutzgebiet Himmelsberg liegt im Kyffhäuserkreis in Thüringen nordwestlich von Himmelsberg, einem Stadtteil von Sondershausen. Am südlichen Rand des Gebietes verläuft die Landesstraße 2085 und am nordwestlichen Rand die L 1033, unweit westlich fließt die Helbe.

## Bedeutung
Das 86,9 Hektar große Gebiet mit der NSG-Nr. 12 wurde im Jahr 1961 unter Naturschutz gestellt.